# Carlos Coloma de Saa

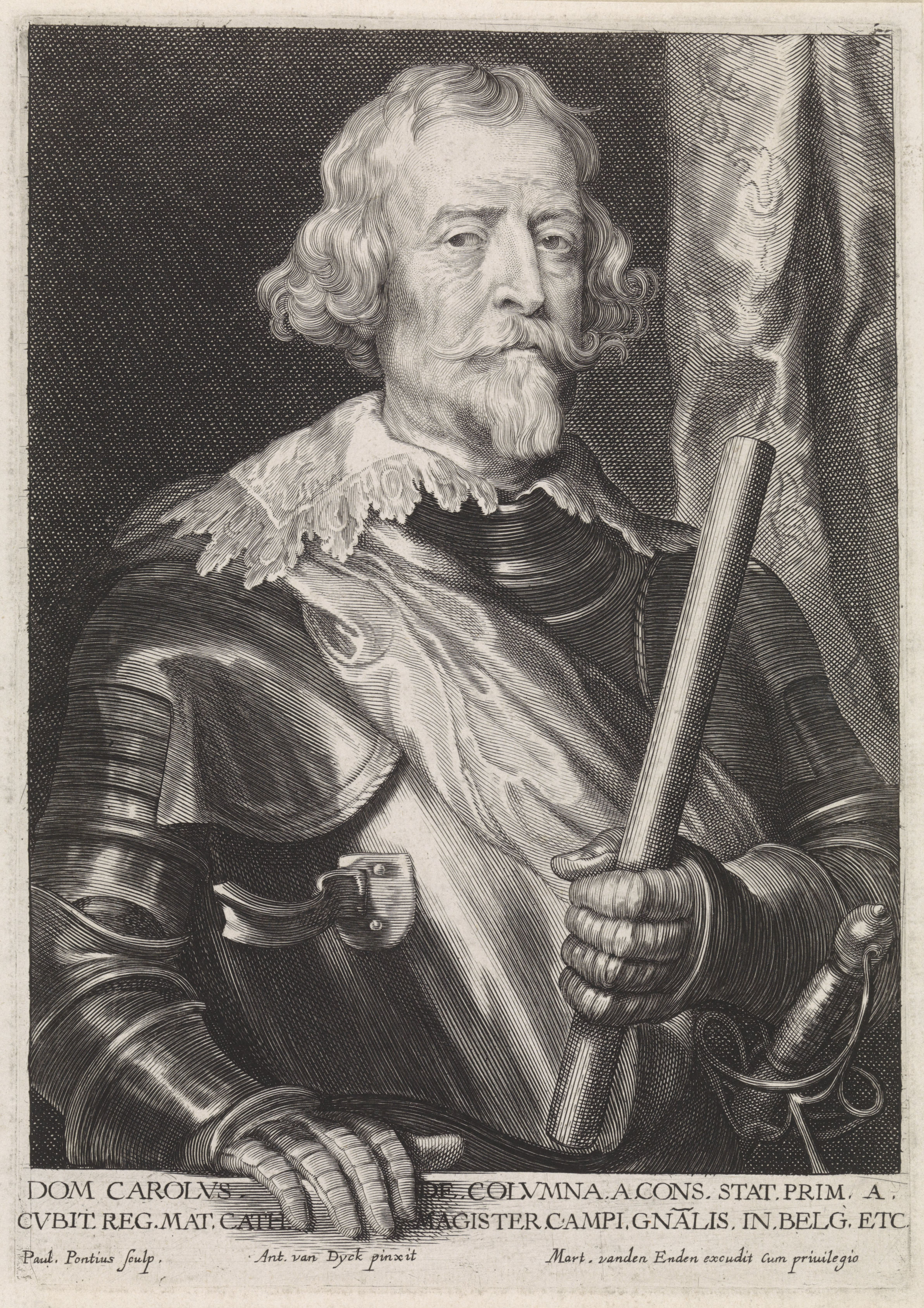
Don Carlos Coloma, Gravur von Paulus Pontius (1603–1658) nach Anthonis van Dyck, Rijksmuseum Amsterdam

Carlos Coloma de Saa, 1. Marqués de Espinar (* 1567 in Elda; † 23. November 1637 in Madrid) war ein spanischer Militärkommandeur, Diplomat, Autor und Tacitus-Übersetzer.

## Leben
Carlos Coloma war ein jüngerer Sohn von Juan Coloma y Cardona, 1. Conde de Elda, der ebenfalls Militär und Autor war, und Isabel de Saa. Sein älterer Bruder Alfonso Coloma war Bischof von Barcelona und Bischof von Cartagena. Er trat 1581 als Fähnrich in die Armee ein und kämpfte in Portugal, Nordfrankreich, Deutschland und den Niederlanden, und erreichte schließlich den Rang eines Generalmajors.
1595 spielte er eine wesentliche Rolle bei der Belagerung von Doullens. Nachdem er als Gouverneur von Roussillon (1600–1611) und Vizekönig von Mallorca (1611–1617) gedient hatte, wurde er 1617 Gouverneur von Cambrai. Als im Dreißigjährigen Krieg im Sommer 1620 Ambrosio Spinola die linksrheinische Pfalz eroberte, war Coloma am 10. September Kommandeur der spanischen Truppen bei der Belagerung von Kreuznach. 1621 übernahm er von Spinola den Oberbefehl.
Im folgenden Jahr trat er die Nachfolge von Diego Sarmiento de Acuña, Conde de Gondomar, als spanischer Botschafter in England an. Bei Ausbruch des Krieges zwischen England und Spanien im Jahr 1624 wurde er zurückgerufen und reaktiviert, nahm an Spinolas Belagerung von Breda (1624–1625) teil und soll auf Velázquez’ „Die Übergabe von Breda“ (Las Lanzas) porträtiert sein.
Nach einer Amtszeit als Kommandeur in Mailand kehrte Coloma 1629 nach London zurück, um in informellen Gesprächen den Friedensschluss zwischen den beiden Ländern vorzubereiten, die am 15. November 1630 zur Unterzeichnung des Friedensvertrags von Madrid führten. Von 1631 bis zu seiner Rückkehr nach Spanien im Jahr 1634 war er Oberbefehlshaber der flämischen Armee. In seinen letzten Jahren diente er König Philipp IV. als mayordomo mayor (Erster Hofmeister) und Mitglied des Staatsrates.
Coloma wurde 1591 Mitglied im Santiagoorden und erhielt 1621 das Kommando von Montiel y La Ossa. Am 16. September 1627 ernannte ihn Philipp IV. zum Marqués de Espinar.
Carlos Coloma heiratete die flämische Adlige Margareta van Gavere, Vrouw van Liedekerke, Kanonikerin in Sainte-Waudru in Mons, eine Tochter von Anton van Gavere, Comte de Bailleul, und Louise de la Barre, Dame de Mouscron.

## Werke
- De las guerras de los Estados Baxos, desde el año de M.D.LXXXVIII. hasta el de M.D.XC.IX, Cambrai, Jean de la Rivière, 1622 (Weitere Ausgaben: Antwerpen 1624 und 1635, Barcelona 1627, zuletzt April 2010)
- Tacitus, Obras de Cajo Cornelio Tacito, Übers. Carlos Coloma, Douai, Wyon, 1629[2]